# Каминский, Ян Станиславович

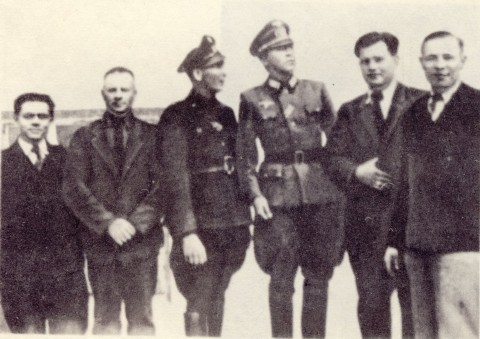
На снимке (четвёртый слева) Н. Кузнецов, (справа) партизаны Иван Приходько и Ян Камински

Ян Станиславович Каминьски (пол. Jan Kamiński, 1917, с. Житин (ныне Ровненского района Ровненской области — 9 марта 1944, у с. Боратин, ныне Золочевского района Львовской области Украины) — советский партизан, разведчик, состоявший в отряде специального назначения «Победители», член боевой группы Николая Кузнецова.

## Биография
Поляк по национальности, Ян Каминьски до войны и в период оккупации работал в г. Ровно пекарем в пекарне механического завода. Подпольщик.
Участник Великой Отечественной войны.
Был разведчиком отряда «Победители». Активно работал по изучению «нового порядка» в городе и сёлах, собирал важную информацию, подыскивал конспиративные квартиры, находил людей — истинных патриотов, на которых можно было положиться.
В составе боевой группы под руководством Н. Кузнецова участвовал в ряде дерзких операций, в том числе похищении генерала немецкой армии фон Ильгена, ликвидации подполковника авиации Петерса, заместителя рейхскомиссара Украины Э. Коха по финансам Ганса Геля и его секретаря Винтера, вице-губернатора, начальника управления доктора Бауэра и президиал-шефа доктора мэрии Шнайдера, майора полевой жандармерии Кантера, главы юридического отдела рейхскомиссариата Украины оберфюрера Альфреда Функа, покушениях на руководителя управления администрации рейхскомиссариата Пауля Даргеля, имперского министра по делам оккупированных территорий Альфреда Розенберга и др.
В марте 1944 г. группа Кузнецова, скрываясь от преследования фашистов, вынуждена была покинуть Львов с целью пробиться в партизанский отряд или выйти за линию фронта. На дороге Львов — Тарнополь, в селе Куровичи, их машину пытались задержать немцы. Уходя от врагов, 9 марта 1944 года, по приближении к линии фронта, группа Кузнецова натолкнулась на бойцов УПА, переодетых в форму бойцов РККА. Переодетых в одежду воинов вермахта советских агентов партизаны приняли за дезертиров. В ходе перестрелки у с. Боратин Николай Кузнецов, Ян Каминьски и их спутник Иван Белов погибли.

### Награды
Указом Президиума Верховного Совета СССР от 26 декабря 1943 года «За образцовое выполнение специальных боевых заданий в тылу немецко-фашистских захватчиков и проявленные при этом отвагу и мужество» Кузнецов Николай Иванович и его боевые друзья: Николай Струтински, Ян Каминьски и Мечислав Стефанский были награждены высшими наградами Советского Союза — орденами Ленина.

### Книги
- «Это было под Ровно» (1948) Д. Н. Медведева
- «Сильные духом», роман Д. Н. Медведева
- «Николай Кузнецов» в серии «Жизнь замечательных людей».
- «Человек, который не знал страха». Бранко Китанович.
- «Так начиналась легенда». Геннадий Константинович Конин.
- «Легенда советской разведки». Теодор Гладков.

### Фильмы
- Художественный «Сильные духом» (1967), в роли Паул Буткевич.
- Художественный многосерийный «Отряд специального назначения» (1987), в роли Анатолий Котенев.